# エドワード殉教王

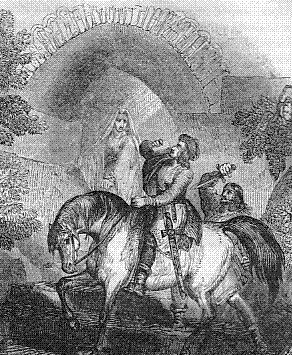
殺害される寸前のエドワード殉教王（『フォックスによる殉教者伝』（en）より）

エドワード殉教王（エドワードじゅんきょうおう、英語: Edward the Martyr, 962年頃 - 978年3月18日）は、イングランド王（在位：975年 - 978年）で、聖公会・カトリック教会・正教会における聖人。正教会では致命者として記憶される。

## 生涯
975年に父エドガーが死去すると宮廷貴族の間で王位継承争いの危機が生じたが、カンタベリー大司教ダンスタンの努力によって13歳のエドワードが即位した。しかし978年には弟エセルレッドを擁立した継母エルフリーダによって暗殺される。エドワードは「善きキリスト教徒」であると考えられ、さらに「彼の遺体を巡っていくつかの奇蹟が発現した」とされたために、1001年6月21日に列聖された。

## 奇蹟とされる記録
978年3月18日、エドワードはドーセットにある狩猟場で狩りを楽しんだ後、王位をめぐり対立関係にある異母弟エセルレッド（継母エルフリーダの息子）を訪ねた。猜疑心を持ち合わせていなかったエドワードが勧められるままに馬の背上で蜂蜜湯を飲んでいると、継母エルフリーダの手下たちがエドワードの背中に短剣を突き刺して殺害した。エドワードの遺体は、盲目の女性がエルフリーダの慈悲により暮らしていた近くの小屋に運ばれたが、その時最初の奇蹟が起きた。その晩、小屋はこの世のものとは思えない光に包まれ、盲目の女性は視力を回復していた（その後その場所にはセント・エドワード教会が建設された）。遺体は小屋からウェアハムにある湿地帯に移されて埋められたが、その1年後に湿地帯に突然火柱が立ち上がった。驚いた住人が火元を掘り起こすとエドワードの遺体が発見されたという。その場所からは泉が湧き出し、エドワードの死を悼む人々がたくさん訪れた。